# Keysville (Virginia)
Keysville è un comune degli Stati Uniti d'America, situato nello Stato della Virginia, nella Contea di Charlotte.